# Johann Melchior Dinglinger

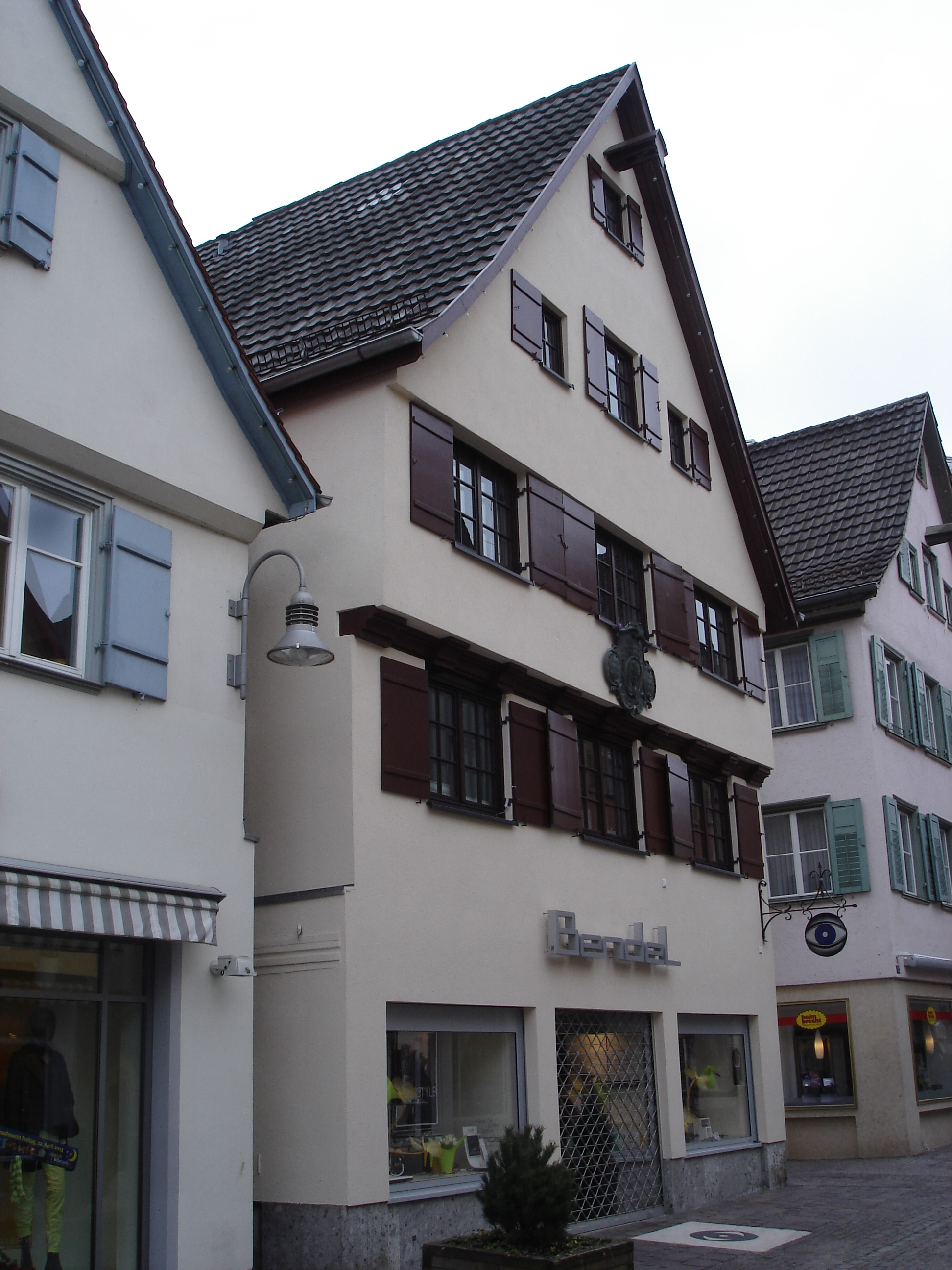
Geboortehuis van Johann Melchior Dinglinger in Biberach

Johann Melchior Dinglinger (Biberach an der Riß, 26 december 1664 - Dresden,  6 maart 1731) was hofgoudsmid in Dresden voor keurvorst August II van Polen.

## Leven
Johann Melchior Dinglinger werd in 1664 in Biberach geboren. Zijn vader was messensmid, zijn grootvader langs moederskant goudsmid. Hij leerde het beroep van goudsmid in Ulm en kwam in 1692 als medewerker naar Dresden, waar hij in 1693 tot de goudsmidsgilde werd toegelaten. In 1698 benoemde Augustus II hem tot hofjuwelier. Tot aan zijn dood, in 1731, werkte hij in Dresden. Dinglinger huwde vijf maal en had drieëntwintig kinderen. Zijn graf op het oude Johanniskirchhof bleef niet bewaard.

## Werk
Men beschouwt Dinglinger als een van de belangrijkste goudsmeden uit de barokperiode. Samen met veertien medewerkers creëerde hij in zijn werkplaats prachtige kunstwerken, waaronder het Goldene Kaffeezeug (Gouden Koffieservies) en het Hofstaat zu Delhi (Hof van Delhi) met zijn 132 figuren, een belangrijk werk van barokke juweelkunst. Meer dan een half miljoen daalder betaalde de pronkzuchtige August II zijn hofjuwelier voor zijn werk; zelfs in oorlogstijd kreeg Dinglinger opdrachten. Ook de Russische tsaar Peter de Grote waardeerde de werken zeer en plaatste verschillende bestellingen bij de hofjuwelier van Dresden.
Met de Dinglingerbrunnen (Dinglingerfontein) in Dresden heeft de juwelier een bijzonder monument ontworpen. De oorspronkelijke locatie was aan een binnenplaatsmuur van de Frauengasse 9, Dinglingers geboortehuis. Het huis was een van de bezienswaardigheden van Dresden vanwege zijn curiosa: een sterrenwacht, een weerklok en een brandweerauto. Gedurende de Zevenjarige Oorlog werd het huis in brand gestoken en later heropgebouwd. Tijdens de Tweede Wereldoorlog werden alle gebouwen in het Neumarktviertel grotendeels verwoest, ook het Dinglingerhaus. De fontein is bewaard gebleven en is sinds 1966 aan het Gewandhaus geplaatst. Dinglinger bezat ook een landhuis met wijngaard in Loschwitz, Dinglingers Weinberg aan de huidige Schevenstraße.
Verschillende van zijn werken staan tentoongesteld in het Grünes Gewölbe, onder andere het Goldene Kaffeezeug en Bad der Diana. Zijn beroemdste werk, Hofstaat zu Delhi (Hof van Delhi), op de verjaardag van grootmogol Aurangzeb, vervaardigde Dinglinger samen met zijn broers, de emailleur Georg Friedrich (1666-1720) en Georg Christoph (1668-1728), en zijn assistenten tussen 1701 en 1708. Het kunstwerk bestaat uit 132 geëmailleerde gouden figuren, versierd met 5.223 diamanten, 189 robijnen, 175 smaragden, 53 parels en een saffier. Dinglinger creëerde het werk zonder opdracht en verkocht het aan August de Sterke voor 60.000 daalder. Dit hoge bedrag was voor Augustus moeilijk te betalen, na de bezetting van Saksen door Karel XII van Zweden. In 1713 was het grootste deel van de som vereffend. Naast deze edelsmeedwerken ontwierp Dinglinger grote pronkstukken, in opdracht van August II, om zijn edelstenen en cameeën in artistieke vorm bijeen te brengen, pronkstukken waarin bijna alle technieken van deze kunst een rol spelen. Daarna volgde de zogenaamde Obeliscus Augustalis, die Dinglinger in samenwerking met de edelsteenslijper Hübner en de hofjuwelier Döring vervaardigde; hij is bijna twee meter hoog en omvat 240 geslepen stenen. De drie grote kabinetsstukken: der Frühling des Lebens (De lente van het leven), des Lebens höchste Freuden (De hoogste vreugden van het leven) en Ende des Lebens (Het einde van het leven) vormen de sluitstukken van de serie en tegelijkertijd van het levenswerk van Dinglinger. Der Tempel des Apis (De tempel van Apis) voltooide men pas in het atelier na zijn dood.

## Galerij

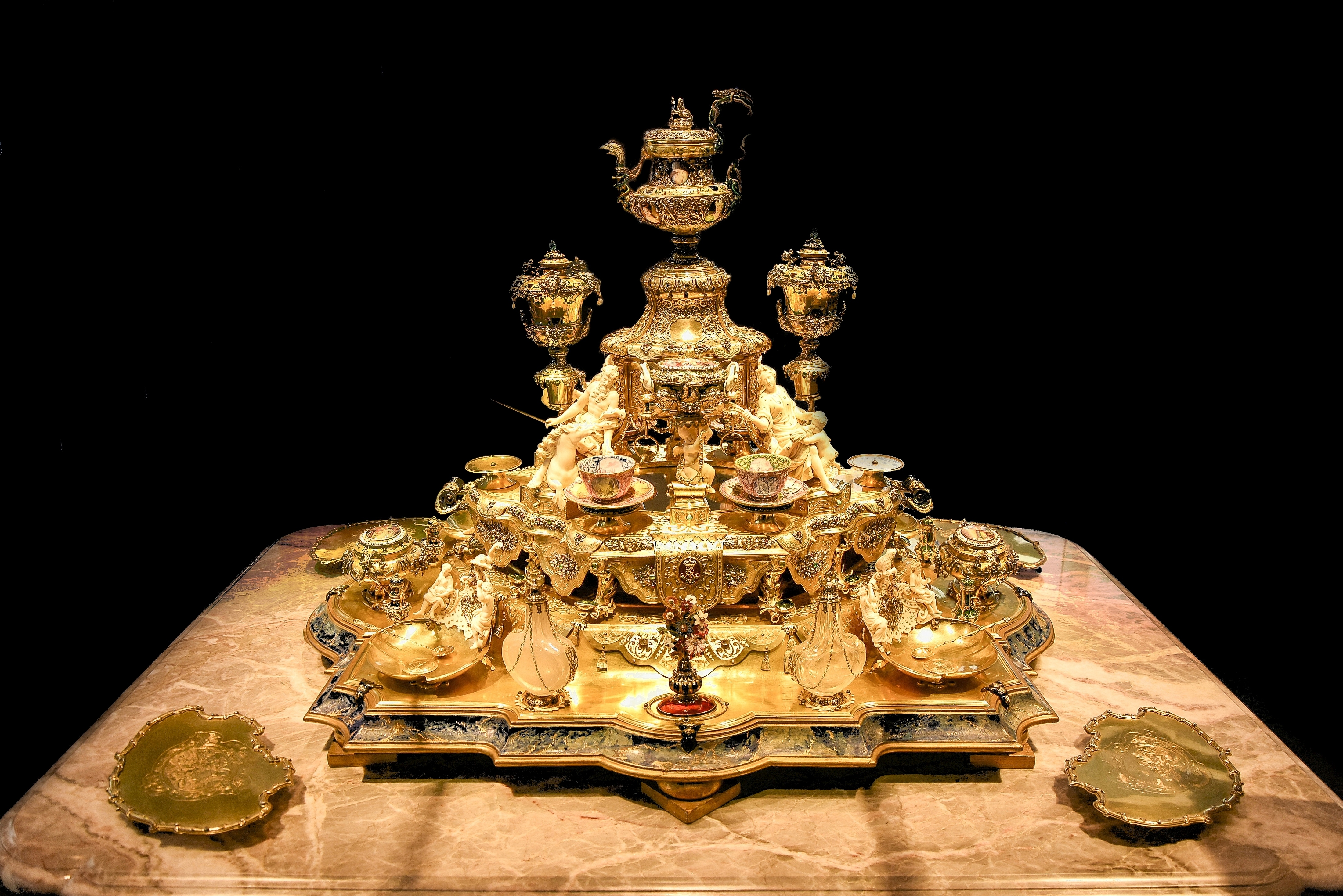
Gouden koffieservies - Grünes Gewölbe Dresden
Het hof van grootmogol Aurangzeb op zijn verjaardag - Grünes Gewölbe Dresden
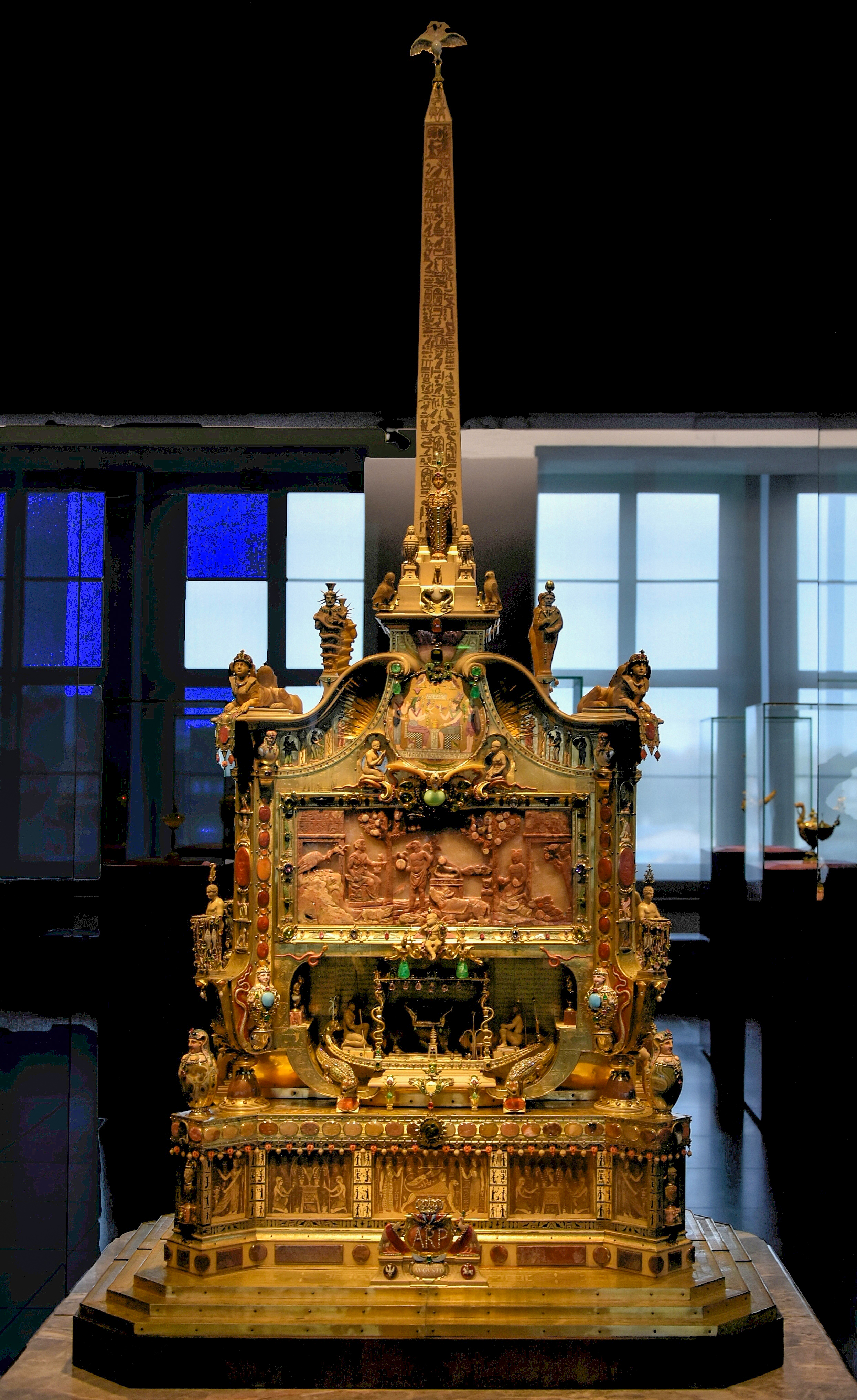
Apisaltaar - Grünes Gewölbe Dresden